# Bartolomeo da Urbino
Bartolomeo da Urbino, anche noto come Bartolomeo Carusi, (Urbino, 1286 circa – Urbino, 1350) è stato un religioso, vescovo cattolico e letterato italiano. Fu vescovo di Urbino e studioso di Sant'Agostino.

## Biografia
Nacque ad Urbino dopo del 1286 circa. Entrò nell'ordine di Sant'Agostino professando da giovane. Fu discepolo di Agostino Trionfi e di Dionigi da Modena.
A Bologna nel 1321 cominciò come lettore. Terminò gli studi a Parigi, dove come consueto per gli agostiniani, ottenne il dottorato in teologia.
Negli anni di studio conobbe il giurista Giovanni d'Andrea ed il poeta Francesco Petrarca, che provava stima ed ammirazione per Bartolomeo; fu anche al centro della sua corrispondenza epistolare nel maggio e giugno del 1349. Il giurista, invece, gli fece avere una lettera di Sant'Agostino che Bartolomeo cercava da tempo.

### Attività letteraria
Bartolomeo produsse alcuni trattati come il De Romani Pontificis Christi Vicarii auctoritate contribuendo al dibattito sull'autorità del pontefice che gli agostiniani sostenevano contro Ludovico il Bavaro.
L'opera maggiore è il Milleloquium veritatis Augustini, un compendio delle opere di Agostino d'Ippona, con una lettera dedicatoria di Dionigi da Modena che ne aveva supervisionato la redazione e suggerito il titolo. Già Agostino Trionfi ne aveva redatto una copia incompiuta, ripresa da Bartolomeo: fu corredata di alcuni versi finali donati dal Petrarca a Bartolomeo, in segno di profonda stima ed amicizia.
L'opera fu offerta a papa Clemente VI, che notate le doti di Bartolomeo e per premiarne lo sforzo, lo nominò vescovo di Urbino il 12 dicembre 1347. Fu consacrato dal cardinale vescovo di Frascati, Annibaldo Caetani nel 1348.
Il pontefice gli commissiono un florilegium delle opere di Sant'Ambrogio, che Bartolomeo intitolò Milleloquium D. Ambrosii (stampata a Lione nel 1556).
Morì nel 1350.

## Opere
- De Romani Pontificis Christi Vicarii auctoritate
- Milleloquium veritatis Augustini
- Milleloquium D. Ambrosii
- Tractatus de re bellica spirituali per comparationem temporalis
- Memoriale militiae spiritualis
- Opus de pugna spirituali
- Interpretatio Evangeliorum Quadragesimae
- De quatuor donis (o De quatuor novissimis)